# Xanthochlorus ornatus
Xanthochlorus ornatus är en tvåvingeart som först beskrevs av Alexander Henry Haliday 1832.  Xanthochlorus ornatus ingår i släktet Xanthochlorus och familjen styltflugor. Enligt den finländska rödlistan är arten sårbar i Finland. Arten är reproducerande i Sverige. Artens livsmiljö är friska och torra lundar. Inga underarter finns listade i Catalogue of Life.